# Список президентов Континентального конгресса

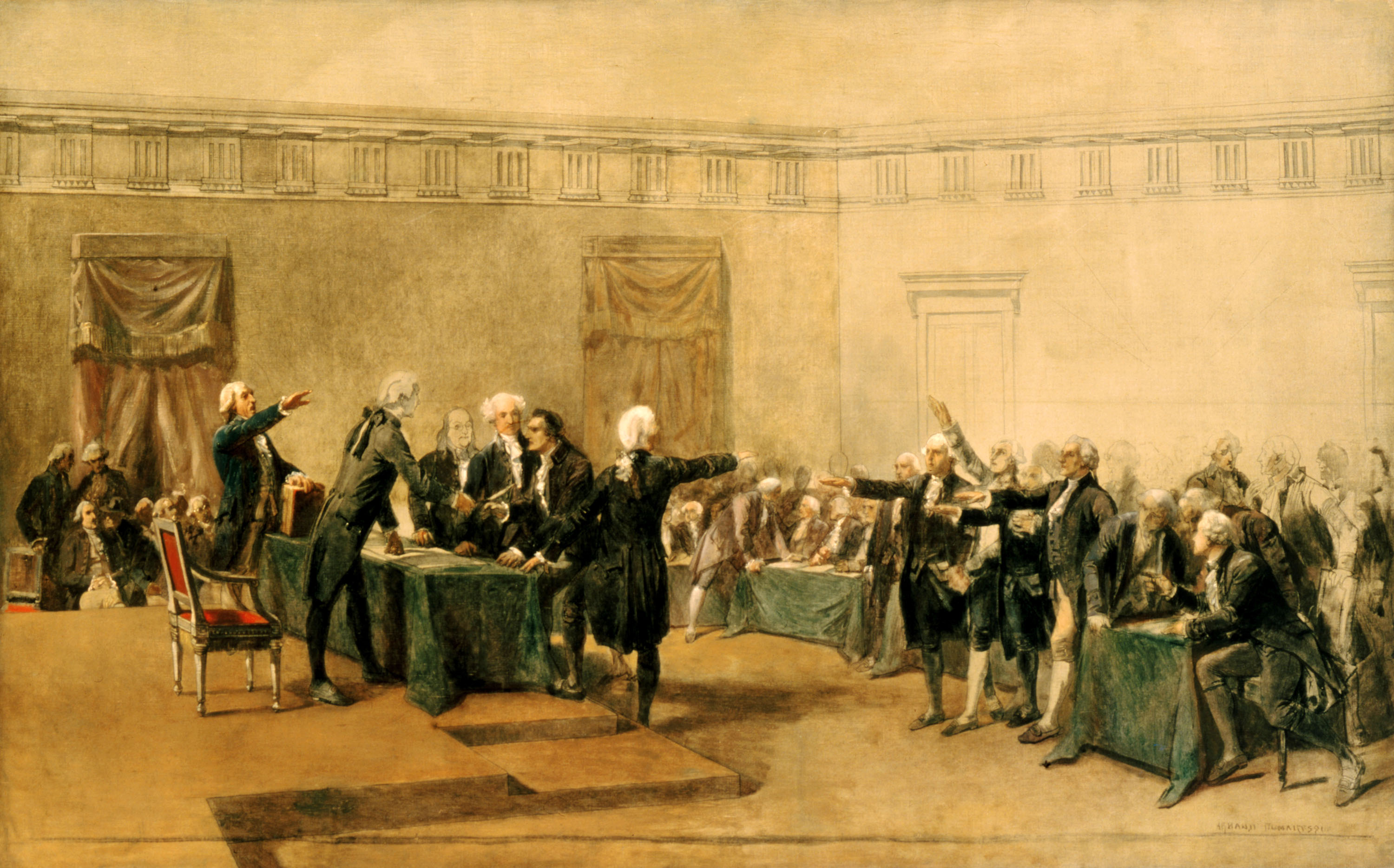
Принятие Декларации независимости

Список президентов Континентального конгресса включает лиц, возглавлявших Конгресс — высший одновременно законодательный и исполнительный орган Соединённых колоний, а впоследствии Соединённых Штатов Америки, во время Американской революции, действовавший с 5 сентября 1774 года по 3 марта 1789 года. Первый Конгресс был созван после принятия британской метрополией т. н. Невыносимых законов и завершил работу 26 октября 1774 года. Второй Конгресс был открыт 10 мая 1775 года в условиях начавшейся войны за независимость. 4 июля 1776 года съезд делегатов принял Декларацию независимости, объявлявшую 13 британских колоний суверенными штатами, объединившимися в кофедеративное государство — Соединённые колонии. 15 ноября 1777 года орган принял Статьи Конфедерации и вечного союза — первый основной закон, окончательно ратифицированный 2 февраля 1781 года и вступивший в силу 1 марта. В соответствии со Статьями Континентальный конгресс преобразовывался в Конгресс Конфедерации, продолжавший работать до вступления в силу Конституции Соединённых Штатов Америки 4 марта 1789 года, согласно которой новым законодательным органом федеративного государства стал двухпалатный Конгресс США.
Использованная в первых столбцах таблиц нумерация является условной. Для удобства список разделён на принятые в американской историографии периоды истории Континентального конгресса. Приведённые в преамбулах к каждому из разделов описания этих периодов призваны пояснить особенности политической жизни.

## Роль президента и срок полномочий
Президент Континентального конгресса не являлся предшествующей президенту США должностью, и, соответственно, не был главой государства. Как утверждает профессор и заведующий кафедрой американских и канадских исследований Бирмингемского университета Ричард Дж. Эллис:

До 1787 года не было американского президентства; более того, не было и главы государства. В старой национальной конфедерации существовала должность с названием «президент», но она не имела никакого отношения к президентству, установленному статьёй 2 Конституции США. В период с 1775 по 1787 год президент ежегодно избирался Континентальным конгрессом из числа его членов и выполнял лишь функции председателя этого органа; это была должность «более почётная, чем влиятельная».
Оригинальный текст (англ.)Prior to 1787 there was no American presidency; indeed, there was no national chief executive of any sort. There was an office with the title of president under the old national confederation, but it bore no relationship to the presidency established by Article 2 of the U.S. Constitution. Between 1775 and 1787 the president was elected annually by the Continental Congress from among its members and served as little more than the presiding officer of that body; it was an office “more honorable than powerful”.

Аналогичного мнения придерживался историк Эдмунд Бернетт:

Президент Соединённых Штатов едва ли в каком-либо смысле является преемником президентов старого Конгресса. Президенты Конгресса были почти исключительно председателями, не обладая почти ни малейшими исполнительными или административными функциями; в то время как президент Соединённых Штатов является почти исключительно исполнительным должностным лицом, не имеющим никаких председательских обязанностей. За исключением сходства в социальном и дипломатическом старшинстве, эти две должности идентичны только в том, что носят одно и то же название.
Оригинальный текст (англ.)The president of the United States is scarcely in any sense the successor of the presidents of the old Congress. The presidents of Congress were almost solely presiding officers, possessing scarcely a shred of executive or administrative functions; whereas the president of the United States is almost solely an executive officer, with no presiding duties at all. Barring a likeness in social and diplomatic precedence, the two offices are identical only in the possession of the same title.

Профессор Йельского университета Сайкришна Пракаш сравнивает функции президента Континентального конгресса с конституционной ролью вице-президента в качестве президента Сената США:

Вице-президент является «президентом» Сената, то есть он может председательствовать на его заседаниях. Кроме того, он может решать вопросы при голосовании в Сенате. Если бы президент председательствовал так же, как президент Сената, то президентство по статье II было бы больше связано с процедурами и церемониями, чем с осуществлением власти. Первые «президенты» нации имели больше общего с нашим вице-президентом. Ещё в 1774 году Континентальный конгресс назначил делегата на должность «президента». Он председательствовал на заседаниях, занимался официальной перепиской, принимал и развлекал иностранных послов и имел церемониальный приоритет перед другими делегатами.
Оригинальный текст (англ.)While subsequent chapters consider the extent of presidential authority, it must be noted that not all presidents have meaningful authority. The Constitution proves as much. The vice president serves as the Senate’s “president,” meaning that he may chair its meetings. Additionally, he may break ties in Senate votes. If the president presided in the manner of the president of the Senate, the Article II presidency would be more about procedures and ceremony than about the exercise of power. The nation’s first “presidents” had more in common with our vice president. As early as 1774, the Continental Congress appointed a delegate to serve as “president.” He presided over deliberations, handled official communications, received and entertained foreign ambassadors, and took ceremonial precedence over other delegates.

Президент Континентального конгресса обладал значительно ограниченными полномочиями. Конгресс, опасаясь сосредоточить политическую власть в руках одного человека, свёл его функции к минимуму по сравнению с обязанностями спикеров нижних палат колониальных ассамблей. В отличие от последних, президент Конгресса не имел права определять повестку заседаний, формировать комитеты или вести переговоры с иностранными представителями в частном порядке. Его роль носила в основном церемониальный характер. Основной обязанностью президента являлось председательство на заседаниях Конгресса, что включало выполнение функций нейтрального модератора дискуссий. При созыве Конгресса в Комитет полного состава для обсуждения ключевых вопросов, президент уступал своё кресло председателю данного комитета. Кроме того, он осуществлял обработку большого объёма официальной корреспонденции, однако не мог отвечать на письма без предварительного согласования с Конгрессом. Официальные документы Конгресса подписывались им, но авторство их оставалось за самим Конгрессом.
Первоначально президенты Конгресса заседали без установленного срока полномочий, который прекращался либо с момента их отставки, либо при избрании нового президента. Позднее регламентация срока их пребывания у власти была закреплена в статье 9 Статей Конфедерации, согласно которой Конгресс мог «назначать одного из своих членов президентом, при условии, что ни одному человеку не будет позволено занимать пост президента более одного года в течение любого трёхлетнего срока».

## Первый Континентальный конгресс (1774)
Первый Континентальный конгресс (англ. Continental Congress) был созван в Карпентерс-холле в Филадельфии 5 сентября 1774 года в разгар Американской революции после принятия британской метрополией т. н. Невыносимых законов. Участники съезда делегатов (12 из 13 восставших колоний) приняли обращение к королю Великобритании Георгу III с требованием отменить ограничения торговли и обложение колоний налогами. Конгресс призвал колонистов бойкотировать импорт британских товаров и начать подготовку к войне. Работа Конгресса была завершена 26 октября.
|        | Портрет | Имя (годы жизни)                                 | Полномочия      | Полномочия      | Представительство | Наименование должности                          | Пр.           |
| Начало | Портрет | Имя (годы жизни)                                 | Окончание       |                 | Представительство | Наименование должности                          | Пр.           |
| ------ | ------- | ------------------------------------------------ | --------------- | --------------- | ----------------- | ----------------------------------------------- | ------------- |
| 1 (I)  |         | Пейтон Рэндолф (1721—1775) англ. Peyton Randolph | 5 сентября 1774 | 22 октября 1774 | Виргиния          | Президент Конгресса англ. President of Congress | [ 13 ] [ 14 ] |
| 2      |         | Генри Миддлтон (1717—1784) англ. Henry Middleton | 22 октября 1774 | 26 октября 1774 | Южная Каролина    | Президент Конгресса англ. President of Congress | [ 15 ] [ 16 ] |

## Второй Континентальный конгресс (1775—1781)
Континентальный конгресс вновь был открыт 10 мая 1775 года после начала войны за независимость Тринадцати колоний (англ. Thirteen Colonies) и фактически выполнял функции законодательной и исполнительной власти восставших территорий: руководил набором в армию, военными операциями, заключал международные договоры. 10 мая 1776 года Конгресс принял резолюцию о формировании каждой колонией собственного правительства. 4 июля Конгрессом была принята Декларация независимости, в соответствии с которой 13 восставших колоний становились «свободными и независимыми штатами» в составе конфедеративного государства — Соединённых колоний (англ. United Colonies). 9 сентября Конгресс постановил изменить во всех документах «Соединённые колонии» на «Соединённые Штаты» (англ. United States).
15 ноября 1777 года Конгресс принял Статьи Конфедерации и вечного союза — основной закон, вступивший в силу 1 марта 1781 года. В этот день в соответствии со Статьями Континентальный конгресс преобразовывался в Конгресс Конфедерации.
|        | Портрет | Имя (годы жизни)                                      | Полномочия       | Полномочия       | Представительство | Наименование должности                          | Пр.           |
| Начало | Портрет | Имя (годы жизни)                                      | Окончание        |                  | Представительство | Наименование должности                          | Пр.           |
| ------ | ------- | ----------------------------------------------------- | ---------------- | ---------------- | ----------------- | ----------------------------------------------- | ------------- |
| 1 (II) |         | Пейтон Рэндолф (1721—1775) англ. Peyton Randolph      | 10 мая 1775      | 24 мая 1775      | Виргиния          | Президент Конгресса англ. President of Congress | [ 13 ] [ 14 ] |
| 3 (I)  |         | Джон Хэнкок (1737—1793) англ. John Hancock            | 24 мая 1775      | 29 октября 1777  | Массачусетс       | Президент Конгресса англ. President of Congress | [ 18 ] [ 19 ] |
| и. о.  |         | Чарльз Томсон (1729—1824) англ. Charles Thomson       | 29 октября 1777  | 1 ноября 1777    | Пенсильвания      | Секретарь Конгресса англ. Secretary of Congress | [ 20 ]        |
| 4      |         | Генри Лоуренс (1724—1792) англ. Henry Laurens         | 1 ноября 1777    | 9 декабря 1778   | Южная Каролина    | Президент Конгресса англ. President of Congress | [ 21 ] [ 22 ] |
| 5      |         | Джон Джей (1745—1829) англ. John Jay                  | 10 декабря 1778  | 28 сентября 1779 | Нью-Йорк          | Президент Конгресса англ. President of Congress | [ 23 ] [ 24 ] |
| 6 (I)  |         | Сэмюэл Хантингтон (1731—1796) англ. Samuel Huntington | 28 сентября 1779 | 1 марта 1781     | Коннектикут       | Президент Конгресса англ. President of Congress | [ 25 ] [ 26 ] |

## Конгресс Конфедерации (1781—1789)
Основной закон государства, Статьи Конфедерации, принятый ещё в 1777 году, был ратифицирован последним штатом (Мэрилендом) 2 февраля 1781 года и вступил в силу 1 марта. Официально закреплялись название страны («Соединённые Штаты Америки»), форма государственного устройства (конфедерация). В соответствии со Статьями законодательным органом являлся Конгресс Конфедерации (полное название — «Соединённые Штаты, собравшиеся в Конгрессе»). Срок полномочий Конгресса составлял три года, его президента — один год.
17 сентября 1787 года на созванном в Филадельфии конвенте была принята Конституция США, вступившая в силу 4 марта 1789 года. В результате страна провозглашалась федеративной республикой с разделением государственной власти на три ветви: законодательная власть принадлежала состоящему из Сената (верхняя палата) и Палаты представителей (нижняя) Конгресса, исполнительная — президенту, являвшемуся главой государства и правительства, судебная — Верховному суду.
Курсивом и серым цветом выделены даты начала и окончания полномочий лиц, временно замещавших президентов Конгресса ввиду их отсутствия на заседаниях, в период перерыва Конгресса между сессиями, когда президент не мог фактически возглавлять законодательный орган, а также ввиду недееспособности главы Конгресса.
|                                                                  | Портрет     | Имя (годы жизни)                                      | Полномочия     | Полномочия | Представительство | Наименование должности                                                                                           | Пр.           |
| Начало                                                           | Портрет     | Имя (годы жизни)                                      | Окончание      | | Представительство | Наименование должности                                                                                           | Пр.           |
| ---------------------------------------------------------------- | ----------- | ----------------------------------------------------- | -------------- | --- | ----------------- | --- | ------------- |
| 6 (II)                                                           |             | Сэмюэл Хантингтон (1731—1796) англ. Samuel Huntington | 1 марта 1781   | 10 июля 1781 | Коннектикут       | Президент Соединённых Штатов, собравшихся в Конгрессе англ. President of the United States in Congress Assembled | [ 25 ] [ 26 ] |
| 7                                                                |             | Томас Маккин (1734—1817) англ. Thomas McKean          | 10 июля 1781   | 4 ноября 1781 | Делавэр           | Президент Соединённых Штатов, собравшихся в Конгрессе англ. President of the United States in Congress Assembled | [ 28 ] [ 29 ] |
| 8                                                                |             | Джон Хансон (1721—1783) англ. John Hanson             | 5 ноября 1781  | 3 ноября 1782 | Мэриленд          | Президент Соединённых Штатов, собравшихся в Конгрессе англ. President of the United States in Congress Assembled | [ 30 ] [ 31 ] |
| 9                                                                |             | Элиас Будинот (1740—1821) англ. Elias Boudinot        | 4 ноября 1782  | 2 ноября 1783 | Нью-Джерси        | Президент Соединённых Штатов, собравшихся в Конгрессе англ. President of the United States in Congress Assembled | [ 32 ] [ 33 ] |
| 10                                                               |             | Томас Миффлин (1744—1800) англ. Thomas Mifflin        | 3 ноября 1783  | 31 октября 1784                                                                                                  | Пенсильвания      | Президент Соединённых Штатов, собравшихся в Конгрессе англ. President of the United States in Congress Assembled | [ 34 ] [ 35 ] |
| и. о.                                                            |             | Дэниэл Кэрролл (1730—1796) англ. Daniel Carroll       | 3 ноября 1783  | 12 декабря 1783                                                                                                  | Мэриленд          | Председатель Конгресса англ. Chairman of Congress                                                                | [ 36 ] [ 37 ] |
| и. о.                                                            |             | Сэмюэл Харди (1758—1785) англ. Samuel Hardy           | 4 июня 1784    | 19 августа 1784                                                                                                  | Виргиния          | Председатель Комитета штатов англ. Chairman of the Committee of the States                                       | [ 20 ] [ 38 ] |
| С 1 по 30 ноября 1784 года — должность вакантна                  |             |                                                       |                | |                   | |               |
| 11                                                               |             | Ричард Генри Ли (1732—1794) англ. Richard Henry Lee   | 30 ноября 1784 | 6 ноября 1785 | Виргиния          | Президент Соединённых Штатов, собравшихся в Конгрессе англ. President of the United States in Congress Assembled | [ 39 ] [ 40 ] |
| С 7 по 23 ноября 1785 года — должность вакантна                  |             |                                                       |                | |                   | |               |
| 3 (II)                                                           |             | Джон Хэнкок (1737—1793) англ. John Hancock            | 23 ноября 1785 | 5 июня 1786 | Массачусетс       | Президент Соединённых Штатов, собравшихся в Конгрессе англ. President of the United States in Congress Assembled | [ 18 ] [ 19 ] |
| и. о.                                                            |             | Дэвид Рэмси (1749—1815) англ. David Ramsay            | 23 ноября 1785 | 12 мая 1786 | Южная Каролина    | Председатель Конгресса англ. Chairman of Congress                                                                | [ 41 ] [ 42 ] |
| и. о.                                                            |             | Натаниэль Горам (1738—1796) англ. Nathaniel Gorham    | 15 мая 1786    | 5 июня 1786 | Массачусетс       | Председатель Конгресса англ. Chairman of Congress                                                                | [ 43 ] [ 44 ] |
| 12                                                               | 6 июня 1786 | Натаниэль Горам (1738—1796) англ. Nathaniel Gorham    | 5 ноября 1786  | Президент Соединённых Штатов, собравшихся в Конгрессе англ. President of the United States in Congress Assembled | Массачусетс       | | [ 43 ] [ 44 ] |
| С 6 ноября 1786 года по 2 февраля 1787 года — должность вакантна |             |                                                       |                | |                   | |               |
| 13                                                               |             | Артур Сент-Клэр (1736—1818) англ. Arthur St. Clair    | 2 февраля 1787 | 4 ноября 1787 | Пенсильвания      | Президент Соединённых Штатов, собравшихся в Конгрессе англ. President of the United States in Congress Assembled | [ 45 ] [ 46 ] |
| С 5 ноября 1787 года по 22 января 1788 года — должность вакантна |             |                                                       |                | |                   | |               |
| 14                                                               |             | Сайрус Гриффин (1748—1810) англ. Cyrus Griffin        | 22 января 1788 | 2 ноября 1788 | Виргиния          | Президент Соединённых Штатов, собравшихся в Конгрессе англ. President of the United States in Congress Assembled | [ 47 ] [ 48 ] |
| С 3 ноября 1788 года по 2 марта 1789 года — должность вакантна   |             |                                                       |                | |                   | |               |